# Distrikt San Felipe
Der Distrikt San Felipe liegt in der Provinz Jaén in der Region Cajamarca im Norden Perus. Der Distrikt wurde am 2. Januar 1857 gegründet. Er besitzt eine Fläche von 256 km². Beim Zensus 2017 wurden 4882 Einwohner gezählt. Im Jahr 1993 lag die Einwohnerzahl bei 5052, im Jahr 2007 bei 5664. Sitz der Distriktverwaltung ist die 1843 m hoch gelegene Ortschaft San Felipe mit 526 Einwohnern (Stand 2017). San Felipe befindet sich 56 km westlich der Provinzhauptstadt Jaén.

## Geographische Lage
Der Distrikt San Felipe befindet sich in der peruanischen Westkordillere im südlichen Westen der Provinz Jaén. Der Río Huancabamba fließt entlang der westlichen Distriktgrenze nach Süden. Im Süden wird der Fluss jenseits der Distriktgrenze von der Talsperre Limón aufgestaut. Der Stausee reicht bei Vollstau bis in den Distrikt San Felipe. Der Río Piquijaca, ein linker Nebenfluss des Río Huancabamba, entwässert einen Großteil des Distrikts in südwestlicher Richtung.
Der Distrikt San Felipe grenzt im Westen an den Distrikt Huarmaca (Provinz Huancabamba), im Norden an den Distrikt Sallique, im Nordosten an den Distrikt Chontalí sowie im Osten und im Südosten an den Distrikt Pomahuaca.

## Ortschaften
Neben dem Hauptort gibt es folgende größere Ortschaften im Distrikt:
- Carrizal
- El Ochentaiuno (km 81)
- Huabal
- Piquijaca